# Shigenori Hagimura
Shigenori Hagimura (født 31. juli 1976) er en tidligere japansk fodboldspiller.
Han har spillet for flere forskellige klubber i sin karriere, herunder Kashiwa Reysol og Tokyo Verdy.